# Polygala leptophylla
Polygala leptophylla är en jungfrulinsväxtart som beskrevs av William John Burchell. Polygala leptophylla ingår i släktet jungfrulinssläktet, och familjen jungfrulinsväxter. Utöver nominatformen finns också underarten P. l. armata.